# Bulletin SEV/VSE
Das Bulletin Electrosuisse, bis 2022 Bulletin SEV/VSE, ist eine Schweizer Fachzeitschrift im Bereich Elektrotechnik, Energietechnik und Elektrizitätswirtschaft. Bis Ende 2022 wurde es gemeinsam von den Verbänden VSE und Electrosuisse herausgegeben, deren Publikationsorgan es gleichzeitig war. Auf Ende 2022 hat sich der VSE aus dem Bulletin SEV/VSE zurückgezogen, um seine Kommunikationsaktivitäten auf digitale Kanäle zu konzentrieren.
Die Zeitschrift existiert seit Januar 1910, im Jahr 2022 betrug die WEMF-beglaubigte Auflage 6612 Exemplare.